# CEVA Logistics

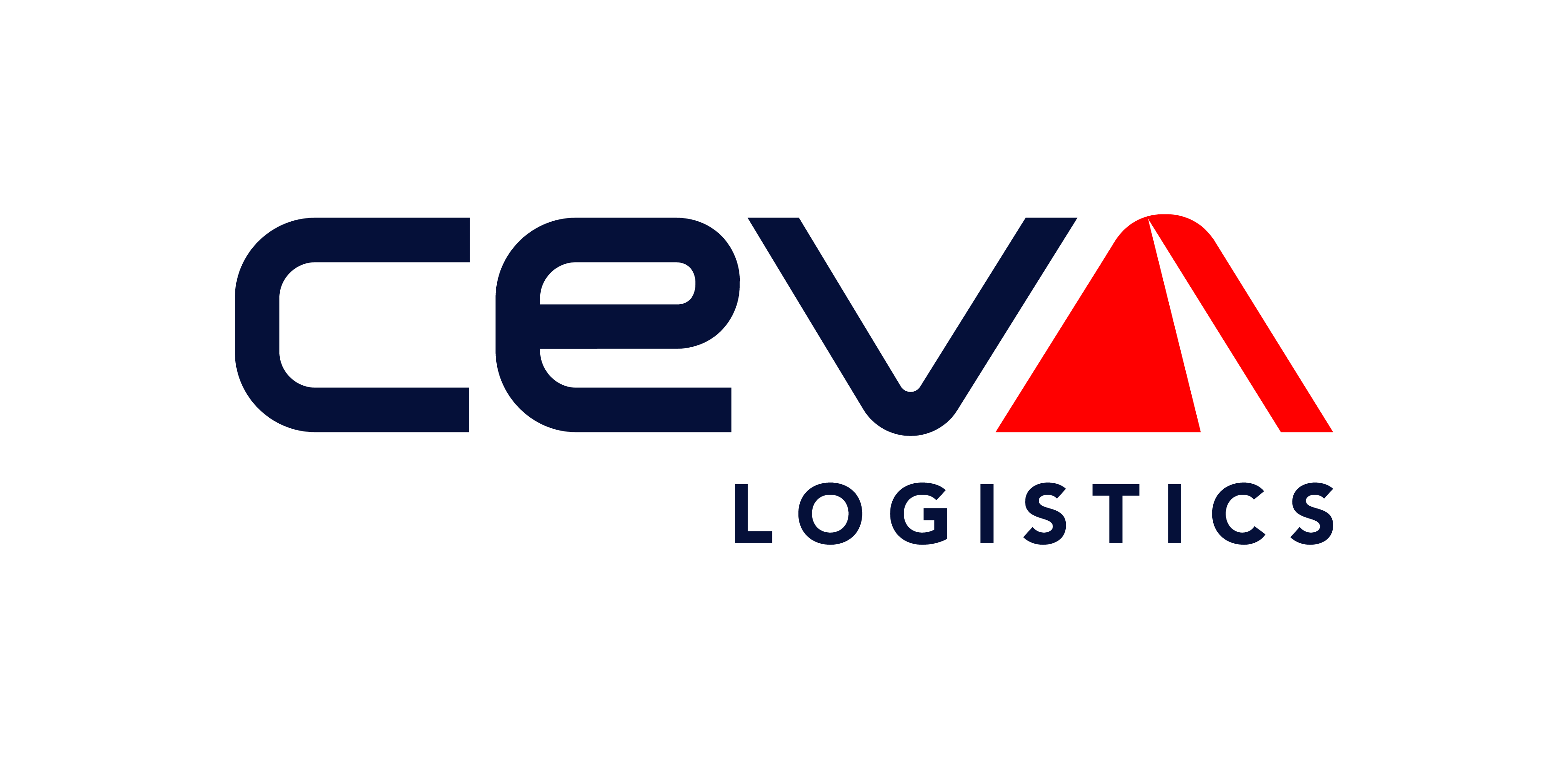

CEVA Logistics este o companie neerlandeză care este unul dintre primii cinci jucători internaționali din domeniul logisticii, cu afaceri de 6,3 miliarde euro în anul 2007 la nivel internațional.
CEVA Logistics are 56.000 de angajați în 100 de țări și gestionează spații de 8 milioane de metri pătrați.
Compania este prezentă și în România din martie 2007, înregistrând afaceri de 1,4 milioane de euro în 2007.